# Trudi Maree
Trudi Maree, née le 9 août 1988 à Bloemfontein, est une nageuse sud-africaine.

## Carrière
Trudi Maree est médaillée d'or du 4 x 100 mètres nage libre aux Jeux africains de 2007 à Alger.
Elle participe ensuite aux Jeux olympiques d'été de 2012 à Londres, où elle est éliminée en séries du 50 mètres nage libre.